# Chris Iwelumo
|  | Denne artikel eller sektion om sport er forældet eller ikke opdateret. Se artiklens diskussionsside eller historik. |

 Der er for få eller ingen kildehenvisninger i denne artikel, hvilket er et problem. Du kan hjælpe ved at angive troværdige kilder til de påstande, som fremføres i artiklen.

Christopher Robert "Chris" Iwelumo (født 1. august 1978) er en tidligere skotsk fodboldspiller, som blandt andet har spillet for Burnley F.C., Wolverhampton Wanderers, Stoke City samt den danske klub Aarhus Fremad. Han spillede for Århus Fremad, da klubben havde sin storhedstid i slutningen af 1990'erne, hvor klubben bl.a. spillede i den danske Superliga. Efter sit ophold i Danmark vendte han tilbage til Storbritannien, hvor han fik kontrakt med klubben Stoke City. Han fik dog først sit endelige gennembrud i den engelske klub Colchester United, som på daværende tidspunkt spillede i den engelske 2. division (Football League 1). Han står noteret for 15 Premier League-optrædener, alle for Wolverhampton, og fire kampe for det skotske landshold.

## Fodboldkarriere

### Tidlige karriere

#### St. Mirren
Iwelumo startede sin professionelle fodboldkarriere i St. Mirren, hvor han også havde spillet ungdomsfodbold. Han underskrev sin første kontrakt 5. august 1996.
St. Mirren spillede på daværende tidspunkt i den skotske 1. division (den næstbedste skotske fodboldrække), og Iwelumo nåede i alt at optræde 40 gange for klubbens førsteholdet. Iwelumo havde dog i sin periode hos St. Mirren nogle uoverensstemmelser med klubbens manager, Tony Fitzpatrick, idet Iwelumo var uenig med Fitzpatrick om, hvorledes man skulle spille fodbold. Derfor besluttede Iwelumo at finde en ny klub, selvom St. Mirren havde tilbudt Iwelumo en toårig kontraktforlængelse.

#### Aarhus Fremad
På grund af Bosmandommen og det faktum, at St. Mirren havde tilbudt Iwelumo en kontraktforlængelse (som han havde afslået), havde Iwelumo været nødsaget til at tage sin sag til domstolen, såfremt han ønskede at skifte fra St. Mirren til en anden britisk fodboldklub. Han kunne dog forhindre en mulig retssag ved i stedet for at skifte til en udenlandsk fodboldklub. Han kom derpå til prøvetræning hos den danske klub Aarhus Fremad i sommeren 1998. Her fik den på daværende tidspunkt 19-årige Iwelumo tilspillet sig en 3-årig kontrakt, og dermed blev han en af de første fuldtidsprofessionelle spillere i Aarhus Fremad.
Aarhus Fremad spillede på daværende tidspunkt i den danske Superliga. Sæsonen inden Iwelumos tilgang (1997/98) havde Aarhus Fremad lige akkurat formået at undgå nedrykning i klubbens debutsæson i Superligaen. Denne bedrift skyldtes bl.a. klubbens angriber, Søren Hermansen, som havde valgt at forlade klubben i sommeren 1998. Det var derfor meningen, at Iwelumo skulle erstatte Hermansen.
Selvom Iwelumo hurtigt fandt sig tilpas i Aarhus og faldt godt ind i Aarhus Fremads spillertrup, der eksempelvis talte spillere som Brian Priske, Gregers Ulrich og Ulrik Balling, så fik han ikke den store succes på fodboldbanen. I Aarhus florerede en vittighed om, at Iwelumo scorede mere uden for (på de århusianske diskoteker) end på fodboldbanen. Iwelumo havde en god fysik, men han havde på daværende tidspunkt endnu ikke tilstrækkelige tekniske evner. Derfor formåede Iwelumo blot at score fire gange i sin første sæson for klubben (sæsonen 1998/99), og Aarhus Fremad endte med at rykke ud af Superligaen.
Efter nedrykningen til 1. division fik Aarhus Fremad økonomiske problemer, og da Iwelumo var en af de løntunge i klubben, var det nærliggende for klubben at prøve at skille sig af med ham. Der blev derfor taget konkakt til adskillige fodboldklubber, som muligvis var interesseret i Iwelumo. Han deltog herefter i prøvetræninger med de mest interessante klubber. Han var blandt andet til prøvetræning i FC Midtjylland og i Celtic FC.

#### Stoke City
Efter nogle skuffende år på Riisvangen Stadion skiftede Iwelumo til Stoke City i begyndelsen af 2000 på en kontrakt, som gjaldt i knap to år - altså frem til 1. januar 2002.
Stoke City spillede på daværende tidspunkt i den tredjebedste engelske række, League One og havde lige inden Iwelumos skifte til klubben udskiftet deres manager med islandske Gudjon Thordarson. Det blev dog ikke specielt meget spilletid til Iwelumo i den første tid i klubben, og man mente fra klubbens side, at han manglede at blive modent, hvilketskulle ske gennem udlån. Derfor blev Iwelumo udlånt til henholdsvis York City og Cheltenham Town i sin anden sæson i Stoke. Iwelumo blev dog tilbagekaldt fra lejeopholdet i Cheltenham, idet Gudjon Thordarson havde brug for ham i Stoke, men Iwelumo formåede stadig ikke at tilspille sig særlig meget spilletid trods tilbagekaldelsen.
Iwelumo fik sit endelige gennembrud i Stoke i sæsonen 2001/02, hvor han fik regelmæssig spilletid. Han spillede 47 kampe i løbet af sæsonen for klubben og scorede 12 gange, hvilket gjorde ham til klubbens topscorer. Sæsonen gav oprykning til The Championship. De flotte præstationer i løbet af sæsonen medførte endvidere, at Iwelumo fik tilbudt en kontraktforlængelse af Stoke.
Den efterfølgende sæson var mere turbulent for Iwelumos vedkommende. Godt nok spillede han 37 kampe og scorede 8 mål i løbet af sæsonen, hvilket endnu engang var nok til at gøre ham til topscorer for klubben. Men sæsonen bød også på flere managerudskiftninger, hvilket i sidste ende endte med ansættelsen af Tony Pulis. Pulis var kendt for sin hårde disciplin. Dette medførte at Stoke-holdet i løbet af sæsonen blev langt mere struktureret og taktisk-disciplineret, hvilket blandt andet resulterede i adskillige målløse kampe. Iwelumo var ikke førstevalg under Pulis, og han fik sværere og sværere ved at tilspille sig spilletid. Dette resulterede i, at han blev udlejet til Brighton & Hove Albion i sidste del af sæsonen 2003/04. Brighton spillede i League One, og her fik Iwelumo på ny succes. Han formåede nemlig at skaffe det straffespark, som sikrede Brighton en plads i den afgørende playoff-finale. Brighton vandt finalen og rykkede op i The Championship. Tilbage i Stoke blev Iwelumo fristillet efter fire år i klubben.

#### Alemannia Aachen
En række klubber stod klar med tilbud til den nu 25-årige Iwelumo, blandt andet Brighton. Men han havde i Aarhus Fremad-tiden fået en tysk agent, som havde mange kontakter i Tyskland. Her stod Alemannia Aachen klar med et tilbud, som Iwelumo ikke kunne sige nej til.
Selvom Alemannia Aachen kun spillede i den tyske 2. Bundesliga, blev klubben stadig anset som værende en stor tysk klub. Klubben havde endvidere kvalificeret sig til UEFA cuppen, idet den i sæsonen forinden var kommet i finalen i den tyske pokalturnering. Alemannia Aachen formåede rent faktisk at spille sig videre til ottendedelsfinalerne i turneringen, inden de blev slået ud af AZ Alkmaar. I denne turnering nåede Iwelumo derfor at spille mod store europæiske klubber som Zenit Skt. Petersborg og Sevilla.
Det blev dog aldrig til den helt store fodboldmæssige succes for Iwelumo i Tyskland. Han havde svært ved at tilspille sig en stamplads, og generelt havde han svært ved at vænne sig til den tyske kultur og spillestil. Han har senere udtalt, at han havde svært ved at kommunikere med sine holdkammerater, idet kun ganske få af dem talte engelsk på et forståeligt niveau. I Danmark havde de fleste af hans holdkammerater talt engelsk, og selvom Iwelumo fik danskundervisning, havde holdkammeraterne fortrukket at tale engelsk, når han var til stede. I Tyskland foregik det mest af kommunikationen på tysk, omend de væsentligste pointer var blev oversat, så man sikrede, at Iwelumo havde forstået det.
Iwelumo spillede ikke specielt kampe for Alemannia Aachen i den tyske 2. Bundesliga og havde generelt svært ved at vænne sig til den tyske spillestil. Han har selv beskrevet den tyske spillestil, som værende meget mindre fysisk-præget sammenlignet med den britiske. Derfor begik Iwelumo mange frispark, som aldrig var blevet fløjtet i de engelske ligaer, hvilket frustrerede ham meget. I løbet af den ene sæson, som Iwelumo spillede i Tyskland, formåede han således ikke at score for klubbens førstehold. Alemannia Aachen sluttede på en, efter deres standarder, skuffende 6. plads.

#### Colchester United
Iwelumo ønskede efter en skuffende første sæson i Alemannia Aachen at komme væk fra den tyske klub. Han blev fritstillet af sin kontrakt, og umiddelbart efter blev det offentliggjort, at Colchester United havde skrevet kontrakt med Iwelumo.
Colchester United spillede på daværende tidspunkt i League One, hvilket var det højeste, klubben havde spillet. Imidlertid klarede klubben sig rigtig godt, blandt andet takket være Iwelumo 19 mål, hvilket gjorde ham til klubbens, og Colchester endte på rækkens andenplads, hvilket gav oprykning til The Campionship. Sæsonen bød også på et par positive resultater i FA-cuppen, idet klubben formåede at slå flere Championship-klubber ud af turneringen. Colchester blev dog i sidste ende slået ud af turneringen af Chelsea. Det lykkedes endvidere for Colchester at spille sig i den såkaldte Vans-pokalfinale. Her blev det dog til et nederlag til Swansea City på Millennium Stadium.
I Iwelumos anden sæson i Colchester skulle han og resten af holdet dermed spille i The Championship. Klubben havde ikke midlerne til at fortage sig det helt store på transfermarkedet, men sikrede sig angriberen Jamie Cureton, der tidligere havde været lejet, på en permanent aftale. Holdet gik nu over til en mere offensiv spillestil med to angribere: Iwelumo og Cureton. Dette skulle vise sig at være en god beslutning, idet Colchester endte i sæsonen 2006/07 på en overraskende 10. plads - blot 6 point fra en plads som var adgangsgivende til playoffkampene til Premier League. Iwelumo scorede 18 ligamål i sæsonen, hvilket resulterede i en femteplads på topscorerlisten i The Championship. Samtidig scorede Cureton 23 mål, hvilket gjorde ham til ligatopscorer. Samarbejdet mellem Iwelumo og Cureton havde fungeret rigtig godt og resulteret i mange mål og oplæg og havde gjort duoen til den mest målfarlige i ligaen. De to spillere supplerede hinanden godt, idet Iwelumo var stor og fysisk stærk, mens Cureton var lille og hurtig.

#### Charlton Athletic
Efter sæsonen var der mange klubber, der var blevet interesseret i Iwelumo pga. hans præstationer. Det var nogle forholdsvis store klubber, der var interesseret i ham. Dette kunne Colchester ikke matche, og derfor skiftede Iwelumo til Charlton Athletic, som lige var rykket ned fra Premier League.

#### Wolverhampton Wanderers F.C.
Efter en skuffende periode i Charlton Athletic, hvor han dog scorede 30 mål i 50 kampe (hvoraf 20 på straffespark), skiftede han til Wolverhampton Wanderers. Her var han med til at sikre klubben oprykning til Premier Leagu]. Han scorede en hel del mål, og han debuterede nu på det skotske landshold mod Norge.
Oprykningen med Wolverhampton blev ikke nogen succes for Iwelumo, der ikke fik særlig meget spilletid. Han var kommet op at skændes med træner Mick McCarthy, da Iwelumo mente, at klubben burde købe nogle verdensklasse-forsvarsspillere og i øvrigt satse hundrede procent på ham selv som angriber. McCarthy var ikke enig.

#### Burnley F.C.
Derfor tog Iwelumo konsekvensen og skiftede til Burnley F.C., som er kendt for at være et solidt defensivt mandskab. Købsprisen skulle angiveligt være på omkring 500.000 £ (ca. 5.000.000 DKR). Burnleys fans tog godt imod Iwelumo og gav ham øgenavnet "the beauty", og klubben havde dermed "the beauty and the beast", idet fansene i forvejen havde givet Brian Jensen øgenavnet "the beast". Iwelumos øgenavn kom pga. hans tekniske spillestil.

## Nationalitet
Iwelumos far er fra Nigeria, og moderen er skotsk. Iwelumo voksede op i Skotland og er derfor skotsk statsborger.

## Landsholdskarriere
Det tog noget tid før Skotlands landstrænere opdagede Iwelumos kvaliteter. Han fik først sin landsholdsdebut i 2008 mod Norge. Han scorede ikke i kampen, men brændte en gigantisk chance. På trods af afbrænderen fik Iwelumo en chance til for Skotland, men i alt opnåede ham kun fire landskampe.

## Statistik

### Klub
| Klub                          | Division       | Sæson          | Liga  | Liga | FA Cup | FA Cup | League Cup | League Cup | Andre | Andre | Træningskampe* | Træningskampe* | Total | Total |
| Klub                          | Division       | Sæson          | Kampe | Mål  | Kampe  | Mål    | Kampe      | Mål        | Kampe | Mål   | Kampe          | Mål            | Kampe | Mål   |
| St. Mirren                    | First Division | 1995–96        | 5     | 1    | 1      | 0      | 0          | 0          | 0     | 0     | (11)           | (11)           | 6     | 1     |
| St. Mirren                    | First Division | 1996–97        | 14    | 0    | 1      | 0      | 2          | 1          | 0     | 0     | (22)           | (31)           | 17    | 1     |
| St. Mirren                    | First Division | 1997–98        | 13    | 0    | 2      | 1      | 1          | 0          | 1     | 0     | (17)           | (23)           | 17    | 1     |
| St. Mirren                    | Total          | Total          | 32    | 1    | 4      | 1      | 3          | 1          | 1     | 0     | (50)           | (65)           | 40    | 3     |
| Aarhus Fremad                 |                |                |       |      |        |        |            |            |       |       |                |                |       |       |
| Superligaen                   | 1998–99        | 27             | 4     | 0    | 0      | 0      | 0          | 0          | 0     | (12)  | (26)           | 27             | 4     |       |
| 1. Division                   | 1999–00        | 0              | 0     | 0    | 0      | 0      | 0          | 0          | 0     | (0)   | (0)            | 0              | 0     |       |
| Total                         | Total          | 27             | 4     | 0    | 0      | 0      | 0          | 0          | 0     | (12)  | (26)           | 27             | 4     |       |
| Stoke City                    |                |                |       |      |        |        |            |            |       |       |                |                |       |       |
| League One                    | 1999–00        | 3              | 0     | 0    | 0      | 0      | 0          | 1          | 0     | (1)   | (0)            | 4              | 0     |       |
| League One                    | 2000–01        | 2              | 1     | 0    | 0      | 2      | 1          | 0          | 0     | (1)   | (1)            | 4              | 2     |       |
| League One                    | 2001–02        | 38             | 10    | 4    | 1      | 1      | 0          | 4          | 1     | (7)   | (14)           | 47             | 12    |       |
| Championship                  | 2002–03        | 32             | 5     | 3    | 3      | 1      | 0          | 0          | 0     | (10)  | (17)           | 36             | 8     |       |
| Championship                  | 2003–04        | 9              | 0     | 1    | 0      | 2      | 1          | 0          | 0     | (2)   | (3)            | 12             | 1     |       |
| Total                         | Total          | 84             | 16    | 8    | 4      | 6      | 2          | 5          | 1     | (21)  | (32            | 103            | 23    |       |
| York City (leje)              |                |                |       |      |        |        |            |            |       |       |                |                |       |       |
| League Two                    | 2000–01        | 12             | 2     | 4    | 1      | 0      | 0          | 0          | 0     | (0)   | (0)            | 16             | 3     |       |
| Total                         | Total          | 12             | 2     | 4    | 1      | 0      | 0          | 0          | 0     | (0)   | (0)            | 16             | 3     |       |
| Cheltenham Town (leje)        |                |                |       |      |        |        |            |            |       |       |                |                |       |       |
| League Two                    | 2000–01        | 4              | 1     | 0    | 0      | 0      | 0          | 0          | 0     | (0)   | (0)            | 4              | 1     |       |
| Total                         | Total          | 4              | 1     | 0    | 0      | 0      | 0          | 0          | 0     | (0)   | (0)            | 4              | 1     |       |
| Brighton & Hove Albion (leje) |                |                |       |      |        |        |            |            |       |       |                |                |       |       |
| League One                    | 2003–04        | 10             | 4     | 0    | 0      | 0      | 0          | 3          | 0     | (1)   | (2)            | 13             | 4     |       |
| Total                         | Total          | 10             | 4     | 0    | 0      | 0      | 0          | 3          | 0     | (1)   | (2)            | 13             | 4     |       |
| Alemannia Aachen              |                |                |       |      |        |        |            |            |       |       |                |                |       |       |
| 2. Bundesliga                 | 2004–05        | 9              | 0     | 1    | 0      | 0      | 0          | 4          | 0     | (30)  | (59)           | 14             | 0     |       |
| Total                         | Total          | 9              | 0     | 1    | 0      | 0      | 0          | 4          | 0     | (30)  | (59)           | 14             | 0     |       |
| Colchester United             |                |                |       |      |        |        |            |            |       |       |                |                |       |       |
| League One                    | 2005–06        | 46             | 17    | 5    | 2      | 1      | 0          | 3          | 0     | (4)   | (11)           | 55             | 19    |       |
| Championship                  | 2006–07        | 46             | 18    | 1    | 0      | 1      | 0          | 0          | 0     | (8)   | (22)           | 48             | 18    |       |
| Total                         | Total          | 92             | 35    | 6    | 2      | 2      | 0          | 3          | 0     | (12)  | (33)           | 103            | 37    |       |
| Charlton Athletic             |                |                |       |      |        |        |            |            |       |       |                |                |       |       |
| Championship                  | 2007–08        | 46             | 10    | 2    | 0      | 2      | 0          | 0          | 0     | (5)   | (20)           | 50             | 10    |       |
| Total                         | Total          | 46             | 10    | 2    | 0      | 2      | 0          | 0          | 0     | (5)   | (20)           | 50             | 10    |       |
| Wolverhampton Wanderers       |                |                |       |      |        |        |            |            |       |       |                |                |       |       |
| Championship                  | 2008–09        | 31             | 14    | 2    | 0      | 2      | 2          | 0          | 0     | (7)   | (13)           | 35             | 16    |       |
| Premier League                | 2009–10        | 15             | 0     | 2    | 0      | 0      | 0          | 0          | 0     | (1)   | (4)            | 17             | 0     |       |
| Total                         | Total          | 46             | 14    | 4    | 0      | 2      | 2          | 0          | 0     | (8)   | (17)           | 52             | 16    |       |
| Bristol City (leje)           |                |                |       |      |        |        |            |            |       |       |                |                |       |       |
| Championship                  | 2009–10        | 8              | 2     | 0    | 0      | 0      | 0          | 0          | 0     | (0)   | (0)            | 8              | 2     |       |
| Total                         | Total          | 8              | 2     | 0    | 0      | 0      | 0          | 0          | 0     | (0)   | (0)            | 8              | 2     |       |
| Burnley                       |                |                |       |      |        |        |            |            |       |       |                |                |       |       |
| Championship                  | 2010–11        | 45             | 11    | 3    | 0      | 2      | 0          | 0          | 0     | (2)   | (5)            | 50             | 11    |       |
| Total                         | Total          | 45             | 11    | 3    | 0      | 2      | 0          | 0          | 0     | (2)   | (5)            | 50             | 11    |       |
| Watford                       |                |                |       |      |        |        |            |            |       |       |                |                |       |       |
| Championship                  | 2011–12        | 38             | 3     | 1    | 0      | 0      | 0          | 0          | 0     | (.)   | (.)            | 39             | 3     |       |
| Championship                  | 2012–13        | 7              | 0     | 0    | 0      | 1      | 1          | 0          | 0     | (.)   | (.)            | 8              | 1     |       |
| Total                         | Total          | 45             | 3     | 1    | 0      | 1      | 1          | 0          | 0     | (.)   | (.)            | 47             | 4     |       |
| Notts County (leje)           |                |                |       |      |        |        |            |            |       |       |                |                |       |       |
| League One                    | 2012–13        | 5              | 0     | 0    | 0      | 0      | 0          | 0          | 0     | (.)   | (.)            | 5              | 0     |       |
| Total                         | Total          | 5              | 0     | 0    | 0      | 0      | 0          | 0          | 0     | (.)   | (.)            | 5              | 0     |       |
| Oldham Athletic (leje)        |                |                |       |      |        |        |            |            |       |       |                |                |       |       |
| League One                    | 2012–13        | 7              | 1     | 2    | 0      | 0      | 0          | 0          | 0     | (.)   | (.)            | 9              | 1     |       |
| Total                         | Total          | 7              | 1     | 2    | 0      | 0      | 0          | 0          | 0     | (.)   | (.)            | 9              | 1     |       |
| Scunthorpe United             |                |                |       |      |        |        |            |            |       |       |                |                |       |       |
| League Two                    | 2013–14        | 12             | 2     | 1    | 0      | 1      | 0          | 0          | 0     | (.)   | (.)            | 14             | 2     |       |
| Total                         | Total          | 12             | 2     | 1    | 0      | 1      | 0          | 0          | 0     | (.)   | (.)            | 14             | 2     |       |
| St. Johnstone                 |                |                |       |      |        |        |            |            |       |       |                |                |       |       |
| Premiership                   | 2013–14        | 6              | 0     | 1    | 0      | 1      | 0          | 0          | 0     | (.)   | (.)            | 8              | 0     |       |
| Total                         | Total          | 6              | 0     | 1    | 0      | 1      | 0          | 0          | 0     | (.)   | (.)            | 8              | 0     |       |
| Chester                       |                |                |       |      |        |        |            |            |       |       |                |                |       |       |
| Conference Premier            | 2014–15        | 10             | 1     | 0    | 0      | 0      | 0          | 0          | 0     | (.)   | (.)            | 10             | 1     |       |
| Total                         | Total          | 10             | 1     | 0    | 0      | 0      | 0          | 0          | 0     | (.)   | (.)            | 10             | 1     |       |
| Karriere Total                | Karriere Total | Karriere Total | 500   | 107  | 37     | 8      | 20         | 6          | 16    | 1     | (141)          | (259)          | 573   | 122   |

- = Træningskampe dækker både reserveholdskampe og andre uofficielle kampe.

### Landhold
| Landshold | År    | Kampe | Mål |
| --------- | ----- | ----- | --- |
| Skotland  | 2008  | 2     | 0   |
| Skotland  | 2009  | 0     | 0   |
| Skotland  | 2010  | 2     | 0   |
| Total     | Total | 4     | 0   |

## Priser
Iwelumo har vundet mange priser. Her er en liste over de mest prestigefyldte priser, han har vundet:
- Årets fighter – St. Mirren u-16
- Topscorer – Alemannia Aachen B-hold
- Årets publikumsfavorit – 1999 – Aarhus Fremad
- Månedens Hold i den engelske championship[9] (bl.a. sammen med Nicklas Bendtner)

## Efter karrierestop
Iwelumo annoncerede den 28. oktober 2014, at han ville stoppe sin aktive fodboldkarriere. Samme dag kom det dog frem, at han havde underskrevet en aftale med premier league klubben Stoke City. Det var dog ikke mening, at Iwelumo skulle spille for klubben, men i stedet skulle han være en del af klubbens medie-hold. Her var det meningen, at han skulle lave reportager, interviews med spillere og på anden vis videreformidle hvad der skete rundt omkring i klubben. Allerede dagen efter sit karrierestop (29. oktober) måtte Iwelumo derfor trække i arbejdstøjet, da han skulle være med-kommentator til kampen mellem Stoke og Southampton i liga cuppen.